# 深宵 (基因)
深宵（after hours,Afh）是一种变异基因。當身體出現「深宵」變異基因，生理時鐘就會受到影響。

## 研究
科學家監察實驗室老鼠時發現，部分老鼠的生理時鐘，由24小時一循環，延長至27小時一循環。經研究後，發現牠們的Fbx13基因，出現了「深宵」基因變異，令睡眠規律與日照時間脫軌。
有關發現將有助藥廠研製藥物，供輪班工人服用或助旅客調節時差。